# Jefferson County (Montana)
Jefferson County is een county in de Amerikaanse staat Montana.
De county heeft een landoppervlakte van 4.291 km² en telt 10.049 inwoners (volkstelling 2000). De hoofdplaats is Boulder.

## Bevolkingsontwikkeling

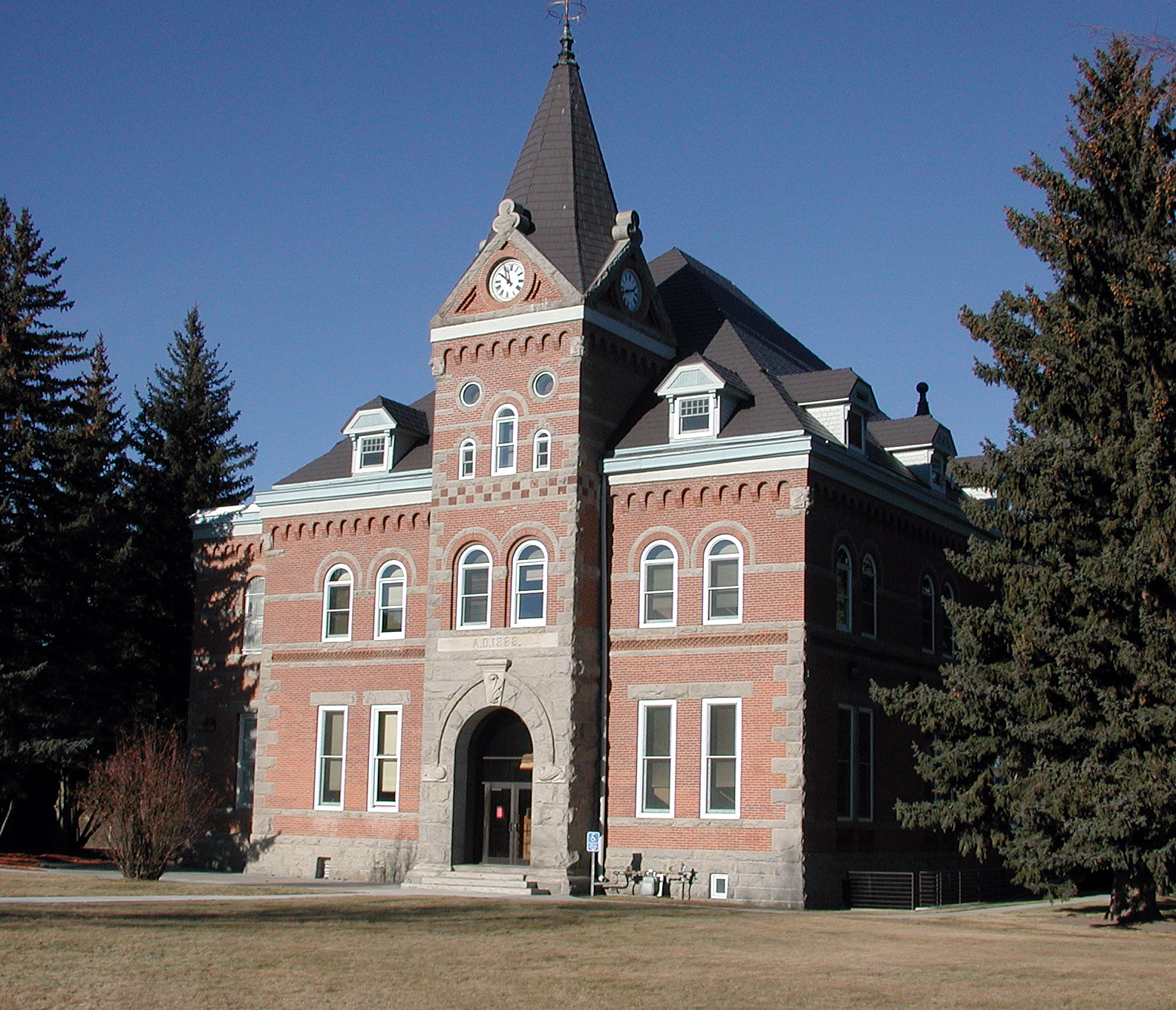
Jefferson County Courthouse